# Mordella luteonotata
Mordella luteonotata es una especie de coleóptero de la familia Mordellidae.

## Distribución geográfica
Habita en Camboya.